# Barbara Peveling
 (mai 2025).
Barbara Peveling (née en 1974 à Siegen) est une ethnologue, autrice et journaliste allemande qui travaille également en France. 

## Vie
Barbara Peveling a grandi en Rhénanie et en Suisse et a vécu  de 1995 à 1997 à Beer-Sheva, en Israël. Elle a étudié à Tübingen et à Paris. Pour son doctorat en ethnologie, elle a reçu une bourse d'études de l'Université de Tübingen et la bourse Egide de l'Ambassade de France à Berlin. Elle a également obtenu son doctorat en histoire auprès de Sylvie Anne Goldberg à l'EHESS à Paris.
En tant qu'ethnologue, elle travaille sur les thèmes de la migration et de la religion dans la région méditerranéenne. Sa thèse Entre Orient et Occident. Identité et différence des Juifs d'Afrique du Nord en France a reçu le prix Manfred Görg à Munich en 2015. Elle a également été finaliste à l'Open Mike 2006. Elle est co-fondatrice du PEN Berlin.

## Publications
- Wir Glückspilze, Nagel & Kimche Verlag, Zürich, 2009  (ISBN 978-3-312-00431-7)
- Rachid, Goldegg Verlag, Wien, 2017  (ISBN 978-3-99060-022-1)
- Kinderkriegen. Reproduktion Reloaded, herausgegeben mit Nikola Richter, Edition Nautilus, 2021  (ISBN 978-3-96054-253-7)
- Ich will den Blitz nicht verpassen, Weissmann Verlag, Köln, 2023  (ISBN 978-3949168093)
- Gewalt im Haus: Intime Formen der Dominanz, Edition Nautilus, Hamburg, 2024  (ISBN 978-3-96054-376-3)

## Récompenses
- Prix Manfred Görg Junior 2015
- Bourse Goldegg 2015
- 1. Prix de la ville de Stockstadt pour la Foire du livre de Ried 2019
- Bourse Atelier Galata, Kunststiftung NRW 2025